# L'ultima danza (film 1915)
L'ultima danza è un film muto italiano del 1915 diretto da Gerolamo Lo Savio.

## Critica
(Film, 11 gennaio 1915)